# Stazione di Claremorris
La stazione di Claremorris  è una stazione ferroviaria della Westport–Portarlington che fornisce servizio all'omonima cittadina nella contea di Mayo, Irlanda.

## Storia
La stazione fu aperta il 19 maggio 1862.
Fino agli anni sessanta del XX secolo, da Claremorris si diramavano altre linee ferroviarie:
- per Collooney, che si innestava sulla Dublino–Sligo;
- per Tuam e quindi per Limerick;
- per Ballinrobe[1].

La Iarnród Éireann avrebbe intenzione di reimpiegare il sedime delle linee per Colloney e per Tuam nell'ambito della costruzione di una linea ferroviaria che collegherebbe Sligo a Limerick.

## Strutture ed impianti
È dotata di due binari.

## Servizi ferroviari
- Intercity Dublino Heuston-Westport

## Servizi
- Servizi igienici
- Capolinea autolinee
- Biglietteria a sportello
- Biglietteria self-service
- Distribuzione automatica cibi e bevande